# 北联镇
北联镇，是中华人民共和国黑龙江省齐齐哈尔市克山县下辖的一个乡镇级行政单位。

## 行政区划
北联镇下辖以下地区：
镇直第一社区、同富村、新兴村、黎明村、民兴村、复兴村、北合村和建设村。